# Dirac-mérték

Az háromelemű halmaz Hasse-diagramja. Erre a halmazra a Dirac-mérték a bal felső négyesre 1-et, a többi elemre 0-t ad eredményül.

A Dirac-mérték egy matematikai fogalom, ami nagyságot rendel egy halmaz részhalmazaihoz, annak függvényében, hogy egy meghatározott érték eleme-e vagy sem. Ennek révén lehet formalizálni a Dirac-delta függvényt, aminek fontos alkalmazásai vannak a modern fizikában és különféle mérnöki-technikai területeken.

## Definíció
Legyen {\displaystyle (M,{\mathcal {A}})} mérhető tér, és legyen {\displaystyle x\in M}. Ekkor Dirac-mértéknek nevezzük a következő függvényt:
{\displaystyle \delta _{x}:{\mathcal {A}}\to \{0,1\},A\mapsto {\begin{cases}1,{\text{ ha }}x\in A\\0,{\text{ ha }}x\notin A\end{cases}}}
A Dirac-mérték egy valószínűségi mérték, az {\displaystyle M} mintatéren a majdnem biztosan bekövetkező {\displaystyle x} eseményt jellemzi. Úgy is tekinthetnénk, hogy egyetlen atom {\displaystyle x}-ben, azonban a Dirac-mérték atomi mértékként kezelése helytelen, mivel a Dirac-mérték egy delta-sorozat határértéke. Sokkal inkább kezelhető az {\displaystyle M} feletti valószínűségi mértékek konvex halmazának határpontjaként.
Maga a név a Dirac-féle δ-függvényre vezethető vissza. A Dirac mérték egyfajta Schwartz-eloszlásnak is tekinthető, például a valós számegyenesen. Ebben az esetben
{\displaystyle \int _{M}f(y)\mathop {{\text{d}}\delta _{x}(y)} =f(x)},
vagy más formában
{\displaystyle \int _{M}f(y)\delta _{x}(y)\mathop {{\text{d}}y} =f(x)}.
Ilyen formában a δ-disztribúció definíciójaként is szolgál a Lebesgue-integrálelméletben.

## A Dirac-mérték tulajdonságai
- Legyen {\displaystyle (M,{\mathcal {A}})} mérhető tér, és {\displaystyle \delta _{x}} egy ehhez tartozó Dirac-mérték. Ekkor {\displaystyle \delta _{x}} valószínűségi mérték {\displaystyle M} felett, és mint ilyen, véges.
- Legyen {\displaystyle (M,T)} topológiai tér, és {\displaystyle {\mathcal {A}}} legalább olyan finomságú, mint a {\displaystyle T} feletti Borel-féle σ-algebra. Ekkor
  - {\displaystyle \delta _{x}} szigorúan pozitív mérték, ha {\displaystyle x} eleme minden nem üres halmaznak {\displaystyle T}-ben. Ez fordítva is igaz.[1]
  - Lokálisan véges mérték, ez következik abból, hogy valószínűségi mérték is.
  - Ha {\displaystyle M} Hausdorff-tér a Borel-féle σ-algebrával, akkor {\displaystyle \delta _{x}} kielégíti a reguláris belső mérték feltételeit, mivel minden egyelemű halmaz kompakt.
  - A fenti esetben {\displaystyle \delta _{x}} Radon-mérték is.
  - Ha {\displaystyle T} elég finom ahhoz, hogy {\displaystyle \{x\}} zárt legyen,[2] akkor {\displaystyle \delta _{x}} tartója is {\displaystyle \{x\}} lesz. Mi több, {\displaystyle \delta _{x}} az egyetlen {\displaystyle \{x\}}-tartójú valószínűségi mérték. Minden egyéb esetben {\displaystyle \mathop {\text{supp}} (\delta _{x})} a lezárása lesz {\displaystyle \{x\}}-nak.
  - Ha {\displaystyle M=\mathbf {R} ^{n}} euklideszi tér a szokásos σ-algebrával és az {\displaystyle n}-dimenziós Lebesgue-mértékkel, akkor erre nézve {\displaystyle \delta _{x}} szinguláris mérték. Ezt egyszerű belátni: legyen {\displaystyle A:=\mathbf {R} ^{n}\setminus \{x\}} és {\displaystyle B:=\{x\}}, ekkor {\displaystyle \delta _{x}(A)=\lambda ^{n}(B)=0}.

## Általánosítás
A diszkrét mérték hasonlít a Dirac-mértékhez, azonban egyetlen helyett megszámlálhatóan sok pontra van értelmezve. Általánosabban minden mérték diszkrét a valós számegyenesen, ha a tartója legalább megszámlálható halmaz.

## Fordítás
- Ez a szócikk részben vagy egészben  a   Dirac measure című angol Wikipédia-szócikk fordításán alapul.  Az eredeti cikk szerkesztőit annak laptörténete sorolja fel. Ez a jelzés csupán a megfogalmazás eredetét és a szerzői jogokat jelzi, nem szolgál a cikkben szereplő információk forrásmegjelöléseként.